# Črešnjevec, Slovenska Bistrica
Črešnjevec je naselje v Občini Slovenska Bistrica.

## Zgodovina
O tukajšnji poselitvi v antiki pričajo kosi rimskih nagrobnikov, ki so ohranjeni v lapidariju v bližini župnijske cerkve. Ti so bili vrnjeni iz Avstrije, kamor so jih odpeljali Nemci med drugo svetovno vojno. Drugi rimski nagrobniki so bili vzidani tudi v taborsko obzidje in v zidovje prvotno romanske, kasneje gotske in zatem barokizirane župnijske cerkve, ki jo uvrščajo med najstarejše na tem območju.

## Znamenitosti
- Na lokalnem pokopališču je grob Jožeta Pučnika, slovenskega domoljuba, politika in vizionarja slovenske osamosvojitve.